# 外国人登録法
外国人登録法（がいこくじんとうろくほう、昭和27年4月28日法律第125号）は、日本に在留する外国人の居住関係や身分関係の明確化、政府による適正な管理のための諸制度（外国人登録制度等）に関する法律である。
それまでの旧・外国人登録令（いわゆるポツダム勅令の一つ）に代わるものとして、日本国との平和条約の発効に合わせて制定された。2009年（平成21年）、第171回国会で「出入国管理及び難民認定法及び日本国との平和条約に基づき日本の国籍を離脱した者等の出入国管理に関する特例法の一部を改正する等の法律」（平成21年7月15日法律第79号）が成立した。この法律の施行により、2012年（平成24年）7月9日、外国人登録法は廃止された。